# Palazzo Trieste
Palazzo Trieste-Crescini-Collalto, è un palazzo storico di Padova, demolito nel XX secolo, ne rimane soltanto la facciata neoclassica. Ad oggi fa parte del palazzo Storione sede della Università degli studi di Padova. Fu sede della Tipografia Crescini, dove durante l'800 si stampava il settimanale "Caffè Pedrocchi".

## Storia e descrizione
Il corpo originario del palazzo fu in origine commissionato dalla nobile famiglia dei principi Collalto, su progetto dell'architetto palladiano Andrea da Valle, eretto a metà del XVI secolo. Notevole fu il triporticato interno, attribuito sempre all'abile Andrea da Valle. La proprietà passò in seguito alla famiglia dei nobili Crescini, nella figura di Jacopo Crescini attivo intellettuale fondatore della omonima tipografia che aveva sede nel palazzo stesso. Nel 1825 i Crescini commissionarono ad Antonio Noale la facciata neoclassica. In seguito all'era napoleonica il palazzo venne acquistato dalla ricca famiglia ebraica dei Trieste.
Bonajuto Trieste, facoltoso imprenditore ed intellettuale, commissionò un ciclo di affreschi al noto pittore veneto Giovanni Demin. Nel '900 la proprietà del palazzo passò alla banca Antoniana di Risparmio di Padova. Quest'ultima a seguito ai lavori sul naviglio Cardo di Padova, nel 1953 presentò il progetto di demolizione. Nonostante il vincolo artistico emesso nel 1955, con il quale si tutelavano la facciata neoclassica e il palazzo originario, la giunta comunale deliberò il progetto di demolizione nel 1957.
Demolito nel 1958, al suo posto venne eretto il palazzo Storione, progettato dall'architetto milanese Gio Ponti, ora sede della Università di Padova (UNIPD), che ne ha integrato la facciata neoclassica.